# 布拉尼什泰亞鄉 (梅赫丁茨縣)
44°15′N 22°58′E / 44.250°N 22.967°E
布拉尼什泰亞鄉（羅馬尼亞語：Comuna Braniștea, Mehedinți），是羅馬尼亞的鄉份，位於該國西南部，由梅赫丁茨縣負責管轄，面積31平方公里，海拔高度76米，2007年人口2,031，人口密度每平方公里65人。